# Математически модел
Математическият модел използва математически език, за да опише физична система. Математически модели са използвани не само в естествените науки и инженерните дисциплини (като физика, биология, наука за земята, метеорология и инженерна наука), но също и в социалните науки (като икономика, психология, социология и политология); физици, инженери, изследователи по компютърни науки и икономисти използват математически модели най-обширно. Процесът на развитие на математически модел има терминологичното наименование математическо моделиране (също моделиране).
Ейкоф (1974) дефинира математическия модел като „представяне на основните аспекти на съществуваща система (или система, която трябва да се изгради), което представя знанието за системата във форма, която може да бъде използвана” 